# Thomas Stricker
Thomas Stricker (* 24. November 1962 in St. Gallen in der Schweiz) ist ein Schweizer Bildhauer, Installationskünstler und Aktionskünstler.

## Biografie
Thomas Stricker machte von 1979 bis 1983 eine Lehre als Elektronikmechaniker in St. Gallen. Von 1986 bis 1993 studierte er an der Kunstakademie Düsseldorf und war dort 1991 Meisterschüler bei Klaus Rinke. 1998 hatte Stricker einen Gastlehrauftrag an der Kunst- und Designhochschule Bergen in Norwegen. Arbeitsaufenthalte führten ihn in die Äußere Mongolei, (1994), ein Gastatelier am Sydney College of the Arts nach Australien, (2003), nach ETANENO, einem Museum im Buschland von Namibia, (2007) und nach Mexiko-Stadt, 2010.
Stricker lebt und arbeitet in Düsseldorf.

## Werk
Stricker setzt sich mit Fragestellungen zu öffentlichem Raum und Landschaft auseinander. Seine Projekte zeigen soziale Interdependenzen und Wechselwirkungen zwischen Mensch, Natur und Technik. Strickers ortsspezifische Projekte und Skulpturen benutzen vielfältige Materialien, wie etwa Alabaster, Beton, Gummi, Hartschaum, Holz, Pflanzen oder Wachs. Alle konkreten Skulpturen lassen vielschichtige Assoziationen zu. Die Entstehungs- und Arbeitsprozesse seiner Werke sind interaktive Kommunikationsprozesse mit Auftraggebern und Betrachtern. Damit nehmen sie auch den von Joseph Beuys erweiterten Kunstbegriff der Sozialen Plastik auf.
108 skulpturale Fragen nennt Stricker seit 1996 sein Langzeitprojekt, in dem er versucht, die Möglichkeiten zeitgenössischer Skulptur auszuloten und mit Konzeptkunst, sozialer Plastik und Landschaftsarchitektur zu verbinden. Die einzelnen Arbeiten sind der Versuch, Antworten auf eine jeweils spezifische Frage zum gegenwärtigen Skulpturenbegriff zu finden. Die Natur in ihren vielfältigen Variationen ist ständig wiederkehrendes Thema seiner Projekte, die unter Verwendung unterschiedlicher Medien – Fotografie, Text, Video, Internet – entstehen. Die Intention des Künstlers ist: eine Welt bauen, die mit dem Hier und Jetzt wenig zu tun hat, sondern sich an die Zeitformen der Vergangenheit beziehungsweise der Zukunft richtet.

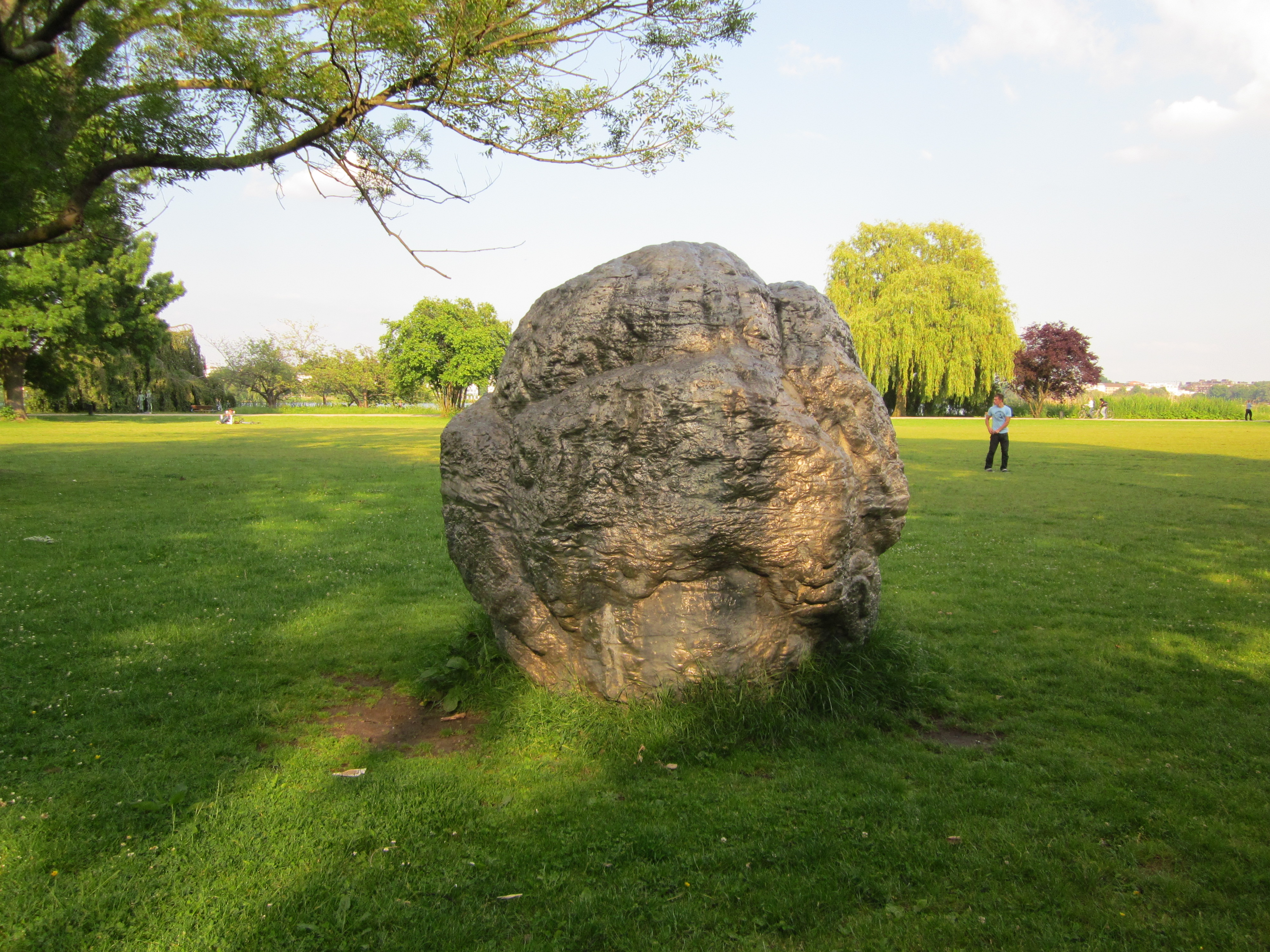
Meteorit, 2000, Hamburg, Alsterwiesen

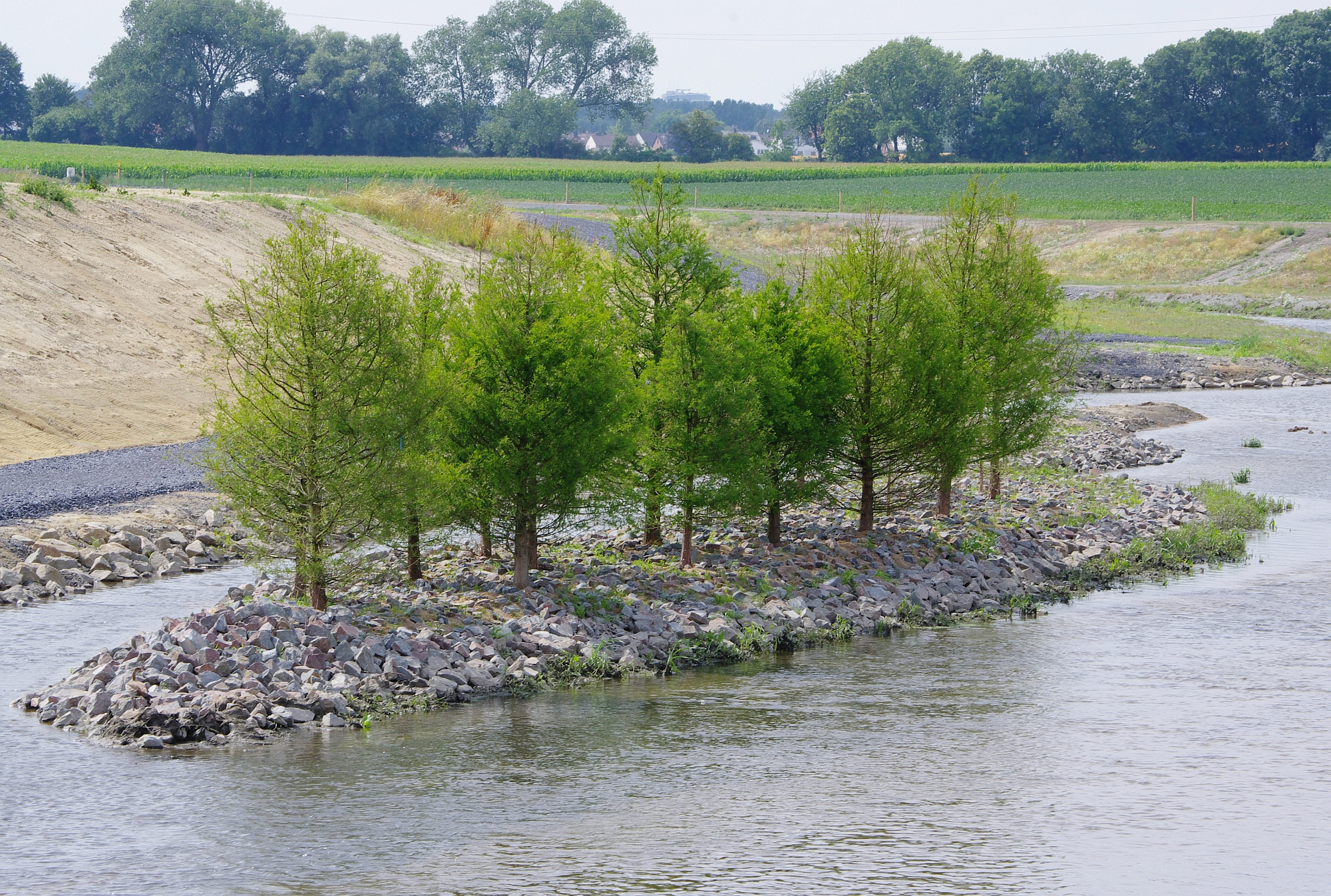
Landschaft im Fluss, Projekt Ruhr 2010

## Projekte im öffentlichen Raum (Auswahl)
- 1999: und sie dreht sich doch, Heilpädagogische Schule Flawil (CH)[3]
- 2000: Die Meteoritenwerkstatt, im Rahmen der Ausstellung „Aussendienst“, Kunstverein und Kulturbehörde in Hamburg[4]
- 2001: mehr als siebenzehntel, Internationaler Seegerichtshof Hamburg[5]
- 2001: Das Land fliesst wirklich, Kanal/Wasser-Bauamt Düsseldorf und die Gemeinde Kivaa, Kenia
- 2003/2004: blüht es oder blüht es nicht?, Stromberg, Skulptur Biennale Münsterland
- 2005: Impluvium, Finanzamtszentrum Aachen
- 2007: Primary schoolgarden Kalkfeld, Etaneno Museum im Busch, Namibia, Afrika[6]
- 2009: permanent lightning, Grevenbroich[7]
- 2010: La tierra nueva de Tlatelolco, im Rahmen der Ausstellung „residual“, Mexiko-Stadt[8]
- 2016: Himmel oben, Himmel unten, U-Bahnhof Benrather Straße, Wehrhahn-Linie, Düsseldorf.

## Ausstellungen (Auswahl)
- 1984: Szene, St. Gallen
- 1987: Gastspiele, Städtische Galerie Schloss Oberhausen
- 1990: Stranci, Diokletianspalast in Split
- 1993: Ordnung und Zerstörung, Lothringerstraße München
- 1997: Andere Orte, Kunstmuseum Thurgau, Kartause Ittingen
- 2000: Aussendienst, Kulturbehörde und Kunstverein in Hamburg
- 2002: media city Seoul, Museum of Art, Seoul, Südkorea
- 2003: Sculpture by the Sea, Tamarama Beach, Sydney, Australien
- 2004: Heimspiel, Kunstmuseum und Kunsthalle St. Gallen
- 2005: Parklandschaften, Projekte im öffentlichen Raum in Lüdenscheid
- 2007: LandArbeit 07 – Kunstprojekt für einen Ort, Heinde[9]
- 2010: Über Wasser Gehen, ein Projekt der Kulturhauptstadt Ruhr, an der Seseke[10]
- 2011: The good Times – Skulpturale Fragen, Kunst- und Kulturzentrum Monschau

## Preise
- 1989: Markus Lüpertz Preis der Kunstakademie Düsseldorf
- 1989: Wilhelm-Zimolong-Förderpreis für junge Kunst aus dem Ruhrgebiet, Gladbeck
- 1990: Förderpreis für Bildende Kunst des Bundesministers für Bildung und Wissenschaft, Bonn
- 1993: Graduierten Stipendium, Kunstakademie Düsseldorf
- 1994: Peter Mertes Stipendium, Bonner Kunstverein
- 1995 und 1999: Werkzeitbeitrag der Ausserrhodischen Kulturstiftung
- 1996: Förderpreis für Bildende Kunst der Stadt Düsseldorf
- 1997: Arbeitsstipendium der Stiftung Kunstfonds,  Bonn
- 2001: Förderprogramm junger Künstler, Art Cologne, Köln
- 2003: Artist in residence, Sydney College of the Arts, Australien
- 2007: Artist in residence, Etaneno Museum im Busch, Namibia, Afrika
- 2009: Sparda-Kunstpreis NRW[11]